# Intégrité territoriale
 (juillet 2011).
Si vous disposez d'ouvrages ou d'articles de référence ou si vous connaissez des sites web de qualité traitant du thème abordé ici, merci de compléter l'article en donnant les références utiles à sa vérifiabilité et en les liant à la section « Notes et références ».
« Inviolabilité des frontières » redirige ici. Pour l'intangibilité des frontières, voir Uti possidetis juris.
L'intégrité territoriale constitue un principe de droit international déjà en place dans l'Antiquité grecque. Elle évoque le droit et devoir inaliénable d'un État souverain à préserver ses frontières de toute influence extérieure. C'est une caractéristique de la nation, lui fournissant le prétexte suffisant à l'entretien d'une armée pour en assurer la défense.
Les démocraties apposent ce terme dans les déclarations constitutionnelles. Le séparatisme d'une zone dissidente est vue comme une atteinte à l'intégrité territoriale par la puissance souveraine. Être garant de l'intégrité territoriale entre donc dans les responsabilités du chef de l'État.
L'intégrité territoriale d'un État-nation et l'autodétermination d'un peuple s'opposent en termes de droit : l'ère de la décolonisation fut marquée par cette opposition.
Du fait de ce principe, le droit international considère la sécession séparatiste comme du domaine du droit interne de l'État concerné.

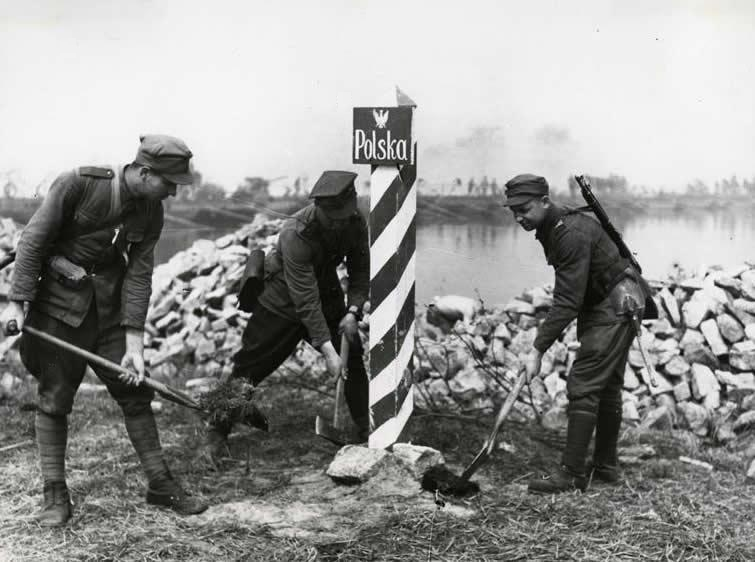
Soldats polonais établissant un poste-frontière le long de l'Oder en 1945 : nié six ans durant, le droit de l'État polonais à une intégrité territoriale ressuscite, mais déplacé de quelques centaines de kilomètres vers l'Ouest et diminué de 75711 km2 par rapport à 1939,.

## Géographie des tensions et contestations d'intégrité territoriale

### Amériques

#### Canada
Depuis les années 1960, une partie de la population du Québec (l'une des dix provinces du pays) réclame son indépendance. Depuis, l'accession au pouvoir d'un parti souverainiste en 1976 dans la province (le Parti québécois), deux référendums ont eu lieu pour tenter de procéder à la séparation du Québec du Canada.

#### Cuba
La base navale de la baie de Guantánamo est considérée comme occupée illégalement par les États-Unis pour le gouvernement cubain.

### Europe
L'Organisation pour la sécurité et la coopération en Europe est responsable du domaine.

#### Espagne
C'est au nom de l'intégrité territoriale du pays que le débat concernant le statut des communautés autonomes du Pays basque et de Catalogne, entraînées par leurs représentations respectives (et leurs populations qui ne se voient pas comme une minorité nationale espagnole), a atteint pendant l'année 2005 des sommets ; le commandant de l'armée espagnole a rappelé l'article constitutionnel par lequel cette prérogative lui incombe, dans le cas où les textes débattus à l'assemblée nationale espagnole passeraient.

#### France
- Les nationalistes corses revendiquent régulièrement l'indépendance de l'île, avec pour certains extrémistes le recours à des actes terroristes.
- Les membres de l'ETA sont également actifs en France, où se situe une partie du Pays basque dont ils revendiquent l'indépendance.
- Les indépendantistes bretons ou occitans rejettent en grande majorité la violence, ce qui fait qu'ils semblent inactifs pour les grands médias aujourd'hui. Néanmoins, ils parrainent de nombreuses actions culturelles ou manifestations.
- L'île de Mayotte maintenue au sein de la République française à la suite de plusieurs référendums est revendiquée par l'union des Comores soutenus par l'Union africaine et les Nations unies qui la reconnaissent comme un territoire occupé en s'appuyant sur le principe du respect de l'intégrité territoriale au détriment de l'autodétermination.

### Moyen-Orient

#### Israël-Palestine
Un conflit dure depuis la Seconde Guerre mondiale entre l'autorité palestinienne et l'État d'Israël, qui occupe plusieurs des territoires revendiqués par les palestiniens. Auparavant eut lieu la guerre des six jours et le règlement concernant la restitution du Sinaï : Voir résolution 242 (1967).
Voir relations frontalières israélo-palestiniennes

### Asie

#### Indonésie
Le Timor oriental a fait sécession en 1999 et acquis son indépendance en 2002.

#### Pakistan
La guerre contre le terrorisme débouche dans les zones tribales frontalières sur une guérilla assortie d'une déclaration séparatiste de chefs locaux au Waziristan, qui jusque septembre 2006 avaient proclamé unilatéralement un (en) émirat islamique.

#### République populaire de Chine
- L'indépendance du Tibet n'est plus revendiquée depuis 1979 par le Dalaï-lama, qui parle seulement d'autonomie de la région et d'une préservation de la culture tibétaine. Cependant, les autorités chinoises l'accusent régulièrement d'hypocrisie et disent qu'il a juste fait semblant d'avoir abandonné sa position.
- Taïwan (république de Chine) a un statut d'indépendance de facto depuis le retrait du Guomindang en 1949. Toutefois, la majorité des États reconnaissent l'intégrité territoriale Taïwan y compris malgré la victoire électorale des indépendantistes à Taïwan en 2004, étant donné l'importance géopolitique croissante de la RPC. Le Guomintang, parti politique à Taïwan, soutient le principe de l'intégrité territoriale de la Chine dont Taïwan est une province.

## Revendications territoriales durant la décolonisation

### Algérie
- En novembre 1954, François Mitterrand, alors ministre de l'Intérieur, a rappelé L'Algérie, c'est la France, à la suite des revendications territoriales des souverainistes algériens.

### Viêt Nam
À la suite de la défaite française de Diên Biên Phu en 1954, le Viêt Nam a acquis sa souveraineté territoriale.